# NGC 2523
NGC 2523 هو اصطدام مجري. اكتشف في 7 سبتمبر 1885 . وقد اكتشفه إدوارد د. سويفت . يبعد عن الأرض 51.09 . تبلغ سرعته الشعاعية 3447 كيلومتر في الثانية، وتبلغ سرعته الشعاعية 3602 كيلومتر في الثانية، وتبلغ سرعته الشعاعية 3448 كيلومتر في الثانية، وتبلغ سرعته الشعاعية 3482 كيلومتر في الثانية، وتبلغ سرعته الشعاعية 3468 كيلومتر في الثانية، وتبلغ سرعته الشعاعية 3426 كيلومتر في الثانية.

## روابط خارجية
- NGC 2523 على موقع ويكي سكاي: DSS2, SDSS, GALEX, IRAS, Hydrogen α, X-Ray, Astrophoto, Sky Map, Articles and images